# スターゴールデンベル
『スターゴールデンベル』（Star Golden Bell、朝鮮語: 스타 골든벨）は、韓国放送公社のKBS第2テレビで放送された芸能番組である。2004年から2010年まで放映され、初期には、『挑戦! ゴールデンベル』の形式を使用したが、2005年に多くの部分が変更された。